# Gamla hamnen, Vasa

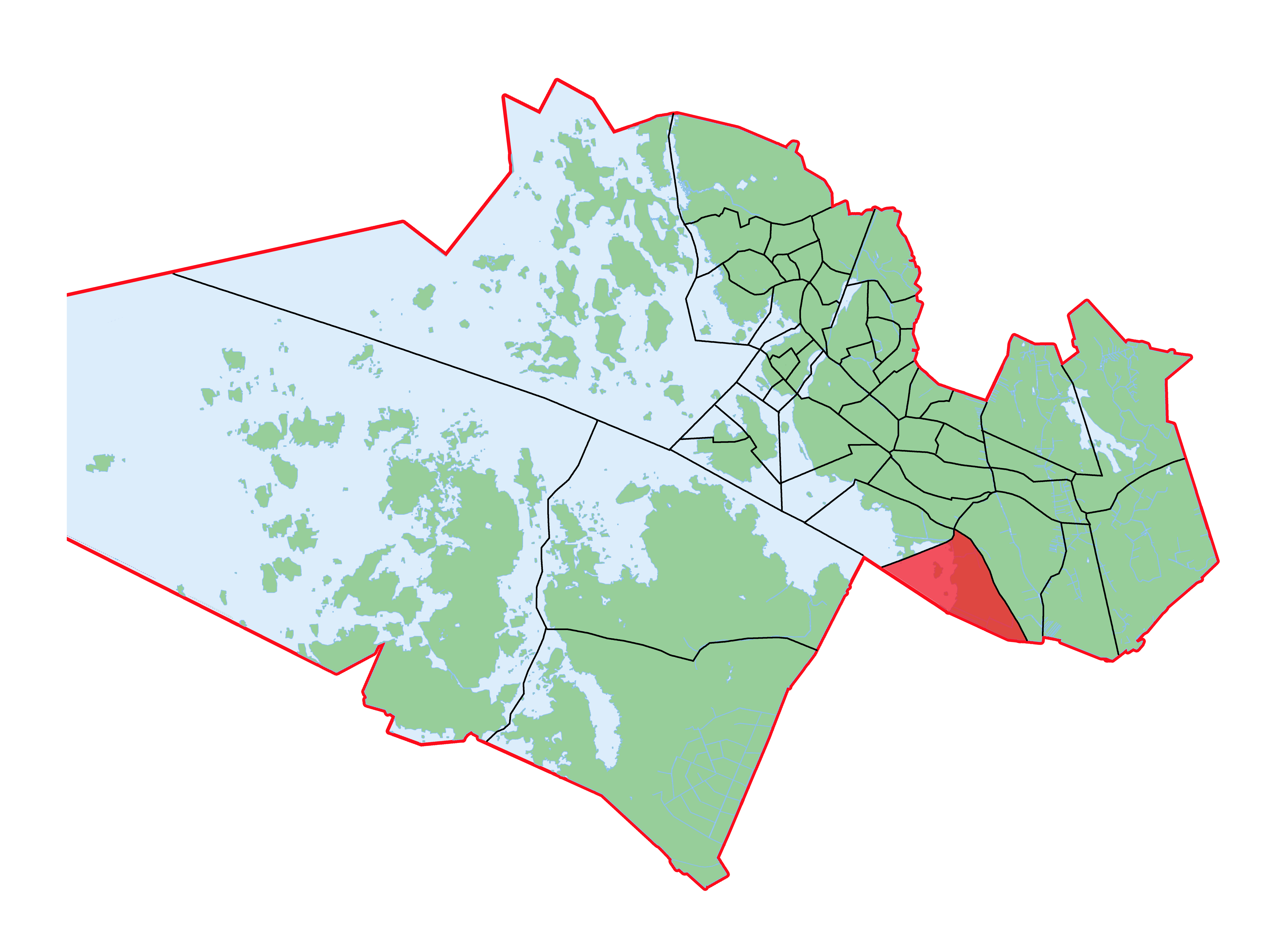
Småområdet Gamla hamnen i Vasa stad.

Gamla hamnen (fi. Vanha satama) är en stadsdel i Vasa. Stadsdelen hade 206 invånare år 2013. Administrativt är Gamla hamnen Vasa stads småområde 08590 och ingår i Korsnästågets storområde. 

## Beskrivning
Stadsdelens norra del består av egnahemshus, här finns en mindre del rad- och parhus. I områdets mittersta del finns ett litet företagsområdet. Den södra delen är obebyggt och skogsdominerat, här finns Risös naturstig som bland annat leder ut till fågeltornet vid Rövarskäret vid innersta Södra Stadsfjärdens strand.
I en detaljplan för stadsdelen från 2018 föreslår Vasa stad tomter för ytterligare bostadshus och en utökning av stadsdelens befolkning till femhundra.

## Historia
Här vid Hästholmen, cirka 1 kilometer utanför staden, låg sedan 1600-talet Vasas uthamn efter att den tidigare hamnen vid Korsholms slott blivid otjänlig på grund av landhöjningen. Hamnen vid Hästholmen blev med tiden i sin tur allt mer opraktisk och 1789 anlade man en ny hamn vid Brändö sund 10 kilometer från staden. Den nya hamnen vid Brändö var bristfällig redan från början. Tungt lastade fartyg fick ankra på redden då hamnen var trång och grund. Därför användes hamnen vid Hästholmen parallellt ända fram till Vasa brand och flytten av staden i medlet av 1800-talet.